# Hurryinham
De Hurryinham (Groenlands: Kangerterajiva) is een fjord in de gemeente Sermersooq in het oosten van Groenland. De inham maakt deel uit van het fjordencomplex Kangertittivaq (Scoresby Sund) en ligt op krap 20 kilometer bij de monding ervan in de Noordelijke IJszee. Ten westen van de inham ligt Jamesonland en in het oosten Liverpoolland. In het zuiden mondt de inham uit op de Scoresby Sund. In het noorden vervolgt de inham zich als het Klitdal. De Hurryinham wordt onder andere gevoed door twee gletsjers: de noordelijke Hansgletsjer en de zuidelijke Gretegletsjer.
De Hurryinham heeft een lengte van meer dan 45 kilometer.
Aan de westzijde van de inham ligt de Luchthaven Nerlerit Inaat.